# Duško Tadić
Duško Tadić (1 de octubre de 1955 en Bosnia-Herzegovina), fue una autoridad serbobosnia a quien se le formularon cargos por crímenes contra la humanidad (12), graves violaciones a los convenios de Ginebra (12), y a las prácticas convencionales de la guerra (10), por sus acciones en la región de Prijedor, incluido Omarsaka, Trnopolje y los campos de detención de Keraterm durante la guerra de Yugoslavia. Tadic fue arrestado por la policía alemana en Múnich en 1994.
El Tribunal Penal Internacional para la antigua Yugoslavia encontró a Tadic culpable de 12 de los 34 cargos formulados, a los que previamente se había declarado inocente de todos ellos. Dusko Tadic fue condenado a 20 años de prisión tras no mostrar ninguna señal de arrepentimiento por sus actos y "no haber cooperado de ninguna manera relevante con el Fiscal del Tribunal", aunque en la apelación de la sentencia fue encontrado culpable de más cargos. La pena es cumplida actualmente en Alemania.